# Pomacanthus imperator
Pomacanthus imperator, conosciuto comunemente come Pesce angelo imperatore, è un pesce d'acqua salata appartenente alla famiglia Pomacanthidae. 

## Distribuzione e habitat
Vive solitario nelle barriere coralline dell'Oceano Indiano e Pacifico, è inoltre una delle specie simbolo del Mar Rosso.

## Descrizione
Ha il corpo ovale, con muso e bocca marcati. Come tutti gli altri pesci della sua famiglia, ha due distinte livree a seconda dell'età. Infatti, da giovane è totalmente blu con linee circolari bianche vicino alla coda. Invece, in età adulta, presenta linee orizzontali blu e gialle su tutto il corpo, tranne la faccia che è bianca e nera. Può raggiungere i 40 cm di lunghezza.

## Alimentazione
Il maggior numero di questa specie si nutre di alghe marine, ma altri esemplari si cibano di spugne, piccoli crostacei, molluschi e anemoni marini. 

## Acquariofilia
È un ospite molto apprezzato negli acquari pubblici. La sua forma giovanile, data la sua elegante livrea, è molto richiesta, ma data la sua precoce crescita, ne è sconsigliato l'impiego nei piccoli acquari privati.